# Leksakssymfonin
Leksakssymfonin (tyska: Kindersinfonie) är ett verk för orkester i wienerklassisk stil med sju satser. Verket har det officiella namnet Cassatio i G-dur, men de alternativa titlarna är mer förekommande.
Verket består av följande sju satser:
1. March
2. Menuet
3. Allegro
4. Menuet
5. Allegretto
6. Menuet
7. Presto

Den tredje satsen (allegro) är den mest kända.
Det har varit oklart vem som har skrivit denna symfoni. Bland annat Joseph Haydn och hans bror Michael Haydn har varit på tal men Leopold Mozart, W. A. Mozarts far, har varit den mest talade kompositören. Den senaste forskningen har dock pekat på en österrikisk munk vid namn Edmund Angerer.